# 23:55
23:55 – drugi album studyjny polskiej grupy muzycznej HiFi Banda. Wydawnictwo ukazało się 8 listopada 2010 roku nakładem wytwórni muzycznej Prosto. Gościnnie na płycie wystąpili m.in. Sokół, Chada, Tede, W.E.N.A. oraz Fokus. Produkcji nagrań poza członkiem zespołu Czarny podjęli się Galus oraz duet The Returners. W ramach promocji do utworów „A my”, „Siemano Polska” i „Ptaki” powstały teledyski.
Płyta dotarła do 13. miejsca na liście OLiS w Polsce i osiągnęła certyfikat złotej. Pochodzący z albumu utwór pt. „Noc nie daje snu 2” znalazł się na liście „120 najważniejszych polskich utworów hip-hopowych” według serwisu T-Mobile Music.

## Lista utworów
Opracowano na podstawie materiału źródłowego.
1. „Siemano Polska” (inżynieria dźwięku: Had, prod.: Czarny, scratche: DJ Kebs) – 3:00
2. „W klubie” (inżynieria dźwięku: Had, prod. Czarny, scratche: DJ Kebs) – 4:37
3. „Noc nie daje snu 2” (inżynieria dźwięku: Staszy, gościnnie: Chada, gitara: Agata Molska, prod.: Czarny, scratche Dj Kebs) – 3:40
4. „Dobra droga” (inżynieria dźwięku: Had, gościnnie: Sokół, prod.: Galus/Pokój Czarnych Płyt) – 4:36
5. „022 (Zerodwadwa)” (inżynieria dźwięku: Diox, gitara: Agata Molska, prod.: Czarny, scratche: DJ Kebs) – 5:09
6. „Każdy dzień” (inżynieria dźwięku: Diox, gościnnie: Frenchman, prod. The Returners) – 3:29
7. „Daj mi czas” (inżynieria dźwięku: Had, gościnnie: Tede, prod.: Galus/Pokój Czarnych Płyt, scratche: DJ Kebs) – 5:07
8. „Chciałbym” (inżynieria dźwięku: Staszy, gościnnie: Mr. Reggaenerator, gitara: Agata Molska, miksowanie, inżynieria dźwięku: Olo Mothaship, prod. Agata Molska, Czarny, Olo Mothaship) – 3:24
9. „Między prawdą a betonem” (inżynieria dźwięku: Staszy, gościnnie: RakRaczej, prod.: Czarny, scratche: DJ Kebs) – 4:39
10. „Zarażeni” (aranżacja partii trąbki: Czarny, inżynieria dźwięku: Staszy, gościnnie: Fokus, Shugar, W.E.N.A., beatbox: Shugar, prod. The Returners, scratche: DJ Kebs, trąbka: Maurycy Idzikowski) – 5:09
11. „Warsaw Outdors” (gitara basowa: Czarny, inżynieria dźwięku: Staszy, gościnnie: A.G./D.I.T.C., Boogie Blind, O.C., prod. The Returners, scratche: DJ Kebs) – 4:56
12. „Nie kupuję” (inżynieria dźwięku: Staszy, gościnnie: Fokus, miksowanie, prod.: Galus/Pokój Czarnych Płyt, scratche: DJ Kebs) – 4:11
13. „Nie śpię” (inżynieria dźwięku: Staszy, gościnnie: Sokół, prod., scratche: The Returners) – 4:49
14. „Za późno by nawracać” (inżynieria dźwięku: Staszy, gościnnie: El Da Sensei, prod.: The Returners) – 3:20
15. „Kontrawersja kontrowersji” (gitara basowa: Czarny, inżynieria dźwięku: Staszy, prod.: The Returners, scratche: DJ Kebs) – 3:27
16. „A my” (inżynieria dźwięku: Had, prod.: Galus/Pokój Czarnych Płyt, scratche: DJ Kebs) – 3:54
17. „Ptaki” (inżynieria dźwięku: Diox, gościnnie: Tomasina, gitara: Agata Molska, prod. Czarny, scratche: DJ Kebs) – 2:54